# Municipio de Lost Creek (Indiana)
El municipio de Lost Creek (en inglés: Lost Creek Township) es un municipio ubicado en el condado de Vigo en el estado estadounidense de Indiana. En el año 2010 tenía una población de 10497 habitantes y una densidad poblacional de 113,3 personas por km².

## Geografía
El municipio de Lost Creek se encuentra ubicado en las coordenadas 39°28′33″N 87°17′33″O / 39.47583, -87.29250. Según la Oficina del Censo de los Estados Unidos, el municipio tiene una superficie total de 92.64 km², de la cual 91.25 km² corresponden a tierra firme y (1.5%) 1.39 km² es agua.

## Demografía
Según el censo de 2010, había 10497 personas residiendo en el municipio de Lost Creek. La densidad de población era de 113,3 hab./km². De los 10497 habitantes, el municipio de Lost Creek estaba compuesto por el 93.37% blancos, el 2.11% eran afroamericanos, el 0.11% eran amerindios, el 2.52% eran asiáticos, el 0.02% eran isleños del Pacífico, el 0.3% eran de otras razas y el 1.56% pertenecían a dos o más razas. Del total de la población el 1.71% eran hispanos o latinos de cualquier raza.